# Попель, Олег Геннадьевич
Олег Геннадьевич Попель (1 января 1983, Сморгонь, Гродненская область) — белорусский футболист, защитник.

## Биография
Начал заниматься футболом в ДЮСШ г. Сморгони, затем в СДЮШОР № 6 г. Гродно. В 1999 году сыграл первые матчи на взрослом уровне, выступая во второй лиге Беларуси за дубль гродненского «Немана».
В 2000 году перешёл в московский «Локомотив», провёл в клубе четыре сезона, но ни разу не сыграл за основную команду. За дубль «Локомотива» во втором дивизионе России сыграл 4 матча, в первенстве дублёров — 67 матчей и 2 гола.
После возвращения на родину в течение сезона выступал в высшей лиге за «Гомель». Затем перешёл в минский «МТЗ-РИПО», с которым в сезоне 2005 года стал бронзовым призёром чемпионата страны и обладателем Кубка Беларуси. Играл в матчах Лиги Европы. Со временем потерял место в основе клуба, в 2006 году не сыграл ни одного матча за основной состав, а весной 2008 года играл на правах аренды за дебютанта высшей лиги «Савит» (Могилёв). Вернувшись в МТЗ-РИПО, во второй раз завоевал бронзовые награды чемпионата, сыграв в 2008 году 6 матчей за свой клуб, а также стал обладателем Кубка страны 2007/08 (в финале остался запасным). По окончании сезона 2009 года покинул минскую команду.
Всего в высшей лиге Беларуси сыграл 89 матчей и забил один гол.
С 2010 года до конца карьеры играл в первой лиге за «Гомель», «Сморгонь», «Гранит» (Микашевичи). В 30-летнем возрасте завершил игровую карьеру.
Выступал за юниорскую и молодёжную сборную Беларуси.
После окончания карьеры работал детским тренером в сморгонской ДЮСШ.

## Достижения
- Обладатель Кубка Беларуси: 2004/05, 2007/08
- Бронзовый призёр чемпионата Беларуси: 2005, 2008